# L'Ange du Nord
Pour plus de détails, voir Fiche technique et Distribution.
L'Ange du Nord (Pohjolan enkeli) est un documentaire réalisé en Finlande par Jean-Michel Roux. Il est distribué en Finlande par Scanbox et nommé pour les Jussis 2018 dans la catégorie « meilleur documentaire ».

## Synopsis
Un tableau finlandais de 1903 représente deux enfants transportant un ange sur un brancard. Cette image est une énigme car son auteur ne l’a jamais expliquée. L'Ange blessé est aujourd’hui le tableau le plus aimé par la population finlandaise et il lui sert de catharsis.
Pour comprendre le pouvoir de fascination de cette image, le film enquête à travers tout le pays. Il questionne les mystères de l'âme humaine, de la mort et de l'existence des anges.
La mélancolie, l'espoir, l'humanisme et le chamanisme nordique se rejoignent pour élucider l'énigme de L'Ange blessé.
Une enquête assemblant confessions et visions symbolistes.

## Fiche technique
- Titre original : Pohjolan enkeli[4],[5]
- Titre français : L'Ange du Nord
- Titre anglais : Angel of the North
- Réalisation et scénario : Jean-Michel Roux
- Directeur de la photographie : Joonas Pulkkanen
- Montage : Denis Bedlow
- Musique : Tapani Rinne, Biosphere, Sibelius, Rautavaara, Seidlæti, Sverrir Gudjónsson, The Residents, Huutajat, Lama Guyrme, Jean-Philippe Rykiel
- Son : Svante Colérus
- Sociétés de production : Kaarle Aho, Kai Nordberg/ Making Movies et Mathieu Bompoint / Mezzanine Films
- Pays de production :  Finlande,  France
- Genre : documentaire
- Durée : 89 minutes
- Date de sortie :
  - Finlande : 14 novembre 2017 (sortie nationale)

## Sélection
- Sélection dans la catégorie meilleur documentaire aux Jussi Awards 2018[2]